# Doddinghurst
Doddinghurst är en en by och en civil parish i Storbritannien. Den ligger i grevskapet Essex och riksdelen England, i den sydöstra delen av landet, 30 km nordost om huvudstaden London. Orten har 2 780 invånare (2001). Byn nämndes i Domedagsboken (Domesday Book) år 1086, och kallades då Doddenhenc.